# Cilla Jackert

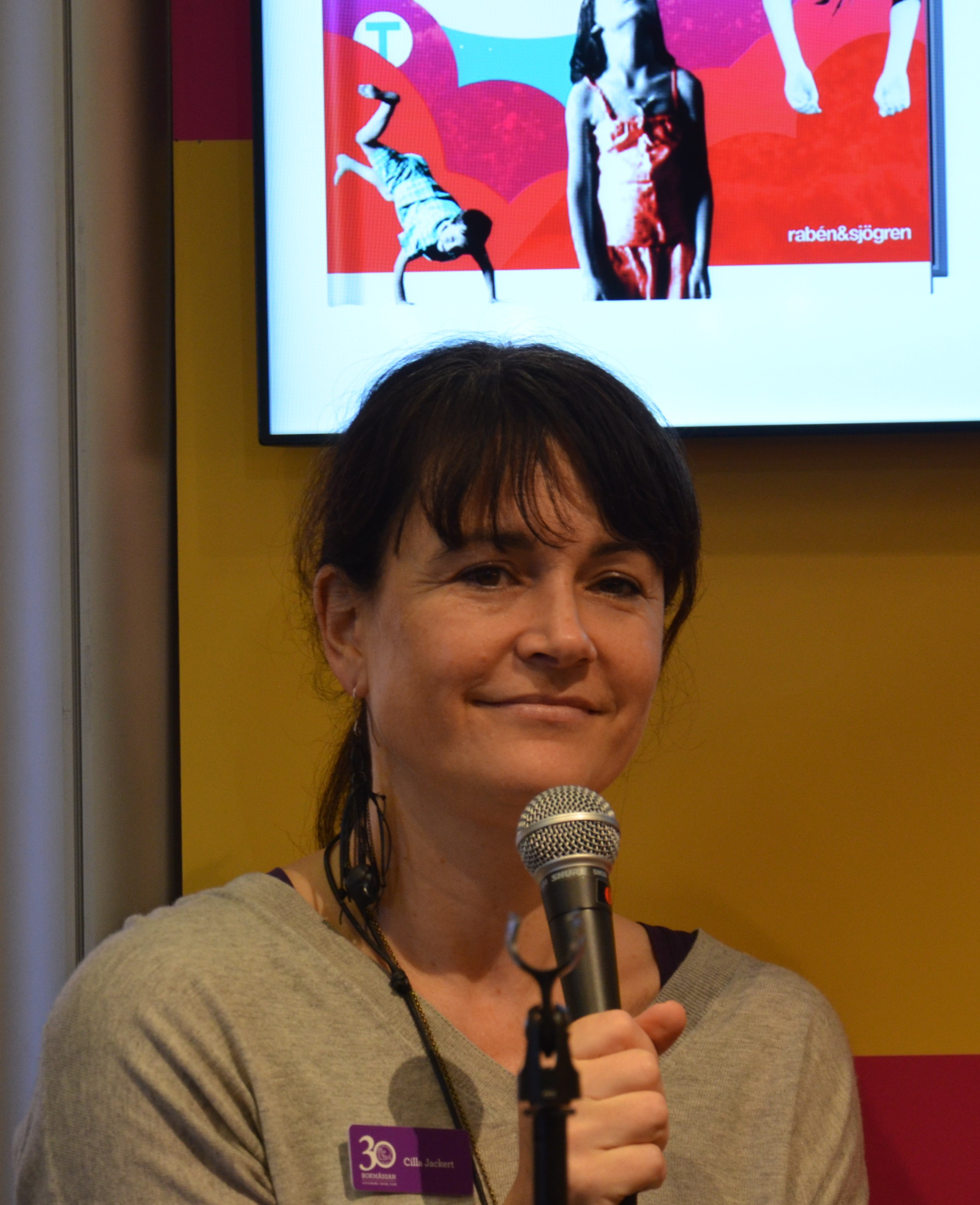
Cilla Jackert på Bokmässan i Göteborg 2014.

Eva Cecilia ”Cilla” Jackert, född 18 maj 1968 i Stockholm, är en svensk författare.
Jackert har skrivit manus till ett flertal TV-serier, bland annat Tre Kronor, Spung, Tunna blå linjen, Nya tider, Lite som du och Hotel Cæsar. Vid Guldbaggegalan 2014 var hon nominerad till Bästa manus för Känn ingen sorg,  vilket även var hennes debut som manusförfattare i långfilmssammanhang.

## Biografi
Jackert är uppväxt i Sköndal i Stockholm. Hon gick gymnasiet på Östra Real, och studierna fortsatte på Stockholms universitet i bland annat ämnena samhällsvetenskap och historia. Under universitetsstudierna började hon som receptionist på TV4, och sedan som redaktör på kanalens personaltidning. Sina första manus skrev hon till TV4-serien Tre kronor 1997.
Hon tilldelades 2013 priset Slangbellan av Sveriges Författarförbund för boken Dagens katastrofer.